# Marta Robin
Marta Luisa Robin (in francese Marthe Louise Robin) (Châteauneuf-de-Galaure, 13 marzo 1902 – Châteauneuf-de-Galaure, 6 febbraio 1981) è stata una mistica cattolica francese, fondatrice dei Focolari della Carità (Foyers de Charité). È in corso il processo di beatificazione, iniziato nel 1989, la cui prima fase (a livello diocesano) si è conclusa nel 1996. Il 7 novembre 2014 papa Francesco ha autorizzato la Congregazione delle Cause dei Santi a promulgare il decreto sulle sue virtù eroiche, per cui è diventata venerabile.

## Biografia
Nacque a Châteauneuf-de-Galaure (Drôme), nel sud-est della Francia, il 13 marzo 1902, sestogenita di Joseph Robin e Amélie-Célestine Chosson, modesti contadini, che la fecero battezzare il 5 aprile a Saint-Bonnet-de-Galaure.
Nel 1912 fece la Prima Comunione, nel 1916 lasciò la scuola per aiutare in casa e nei campi, come era consuetudine per le ragazze del suo livello sociale.
Nel 1918, in conseguenza dell'influenza spagnola, fu colpita da un'encefalite letargica, grave malattia neurologica che, dopo averla lasciata in coma per 27 mesi, nell'arco di un decennio, dopo un alternarsi di miglioramenti e peggioramenti, la portò ad essere paralizzata per tutta la vita.
Il 25 marzo 1921, festa dell'Annunciazione di Maria, avrebbe avuto la prima apparizione mariana. Colpita dalla santità di Teresa di Lisieux, avrebbe voluto farsi carmelitana, ma le sue condizioni di salute non glielo consentirono.
Il 15 ottobre 1925, nello stesso giorno in cui papa Pio XI canonizzò Teresa di Lisieux, Robin consacrò la sua vita a Dio. L'anno successivo le sarebbe apparsa tre volte la santa di Lisieux, preannunciandole la sua futura missione.
Dal 25 marzo 1928, quasi completamente paralizzata, non fu più in grado di assumere cibo né bevande, assumendo soltanto l'Ostia consacrata che le portavano una volta alla settimana, mentre faceva più volte al giorno la comunione spirituale. Inoltre non dormiva più e doveva restare al buio in quanto ipersensibile alla luce: tutte queste condizioni durarono per oltre cinquant'anni, compresa l'assunzione soltanto dell'Eucaristia, fino alla morte. Nello stesso anno divenne terziaria francescana.
Marthe visse la sua malattia come partecipazione alle sofferenze di Cristo, che le sarebbe apparso nel settembre 1930 per coinvolgerla nella sua missione di redenzione. Dallo stesso anno, dopo aver ricevuto le stigmate, rivisse fisicamente e nell'anima ogni venerdì la Passione di Gesù. Le sofferenze della mistica, le estasi e anche le vessazioni diaboliche sono descritti nei suoi quaderni. Nel 1930 la malattia raggiunse le vie digestive impedendole di nutrirsi normalmente e la mistica iniziò a cibarsi del pane eucaristico, ricevendo la comunione una volta alla settimana.
Ispirata durante le sue esperienze mistiche, con la collaborazione dell'abate Finet, sacerdote lionese, fondò i Foyers de Charité (Focolari della Carità), associazione sul modello delle prime comunità cristiane, che si diffusero in tutto il mondo.
Secondo il postulatore della causa di beatificazione, Robin ha inoltre accompagnato, in misura diversa, la costituzione di nuove comunità ed associazioni religiose cattoliche. quali, ad esempio, la Comunità di San Giovanni, la Comunità dell'Emmanuele, la Comunità delle Beatitudini, i Frati Missionari delle Campagne, fondata dal domenicano Epagneul, e molte altre.
Marta Robin morì a Châteauneuf-de-Galaure il 6 febbraio 1981.
Ebbe un'intesa frequentazione col filosofo Jean Guitton, amico di Paolo VI e uditore laico del Vaticano II.

## Nella cultura di massa
- La canzone Marthe Robin (1902-1981), della band metal Givre, è dedicata alla vicenda della mistica francese, ovviamente in termini derisori.[8]